# Делавэр (округ, Айова)
Де́лавэр (англ. Delaware County) — округ в США, штате Айова. На 2000 год численность населения составляла 18 404 человек. По оценке бюро переписи населения США в 2009 году население округа составляло 17 205 человек. Окружным центром является город Манчестер.

## История
Округ Делавэр был сформирован 21 декабря 1837 года.

## География
По данными Бюро переписи населения США площадь округа Делавэр составляет 1496 км².

### Основные шоссе
- Шоссе 20
- Автострада 3
- Автострада 13
- Автострада 38

### Соседние округа
- Бьюкенен  (запад)
- Клейтон  (север)
- Дубьюк  (восток)
- Фейетт  (северо-запад)
- Джонс  (юго-восток)
- Линн  (юго-запад)

## Демография
По данным переписи населения 2000 года в округе проживало 18 404 жителей. Среди них 24,6 % составляли дети до 18 лет, 16,6 % люди возрастом более 65 лет. 49,8 % населения составляли женщины.
Национальный состав был следующим: 99,1 % белых, 0,1 % афроамериканцев, 0,1 % представителей коренных народов, 0,2 % азиатов, 0,9 % латиноамериканцев. 0,5 % населения являлись представителями двух или более рас.
Средний доход на душу населения в округе составлял $17327. 9,5 % населения имело доход ниже прожиточного минимума. Средний доход на домохозяйство составлял $49636.
Также 85,1 % взрослого населения имело законченное среднее образование, а 13,0 % имело высшее образование.